# Фудзивара-но Накамаро
Фудзивара-но Накамаро (706 или 709 — 21 октября 764) — японский аристократ, фактический правитель Японии в 757—764 годах. Когда его влияние начало ослабевать, поднял мятеж, потерпел поражение и был казнён.

## Биография
Фудзивара-но Накамаро родился в 706 или 709 году и стал вторым сыном Фудзивара-но Мутимаро от Абэ-но Садахимэ. Он принадлежал к одному из наиболее знатных и влиятельных родов Японии, состоявшему в близком родстве с императорским домом. Автор «Сёку нихонги» пишет, что Накамаро «от рождения отличался умом, был умел в письме» и сделал карьеру чиновника от низших должностей.
Возвышение Накамаро началось после мятежа его двоюродного брата Фудзивара-но Хироцугу (740). Он стал доверенным лицом своей тётки императрицы Комё (жены императора Сёму), получил в 743 году должность советника. Именно Накамаро возглавил созданный по его инициативе новый государственный орган Сиби тюдай, к которому перешли основные политические функции. Позиции Накамаро ещё больше усилились в 749 году, когда Сёму отрёкся в пользу дочери, императрицы Кокэн.
В последующие годы Накамаро расставлял своих людей на важные государственные посты, старался установить свой контроль над усиливавшейся буддийской общиной. В 755 году он добился отставки одного из своих главных противников, Татибана-но Мороэ. В 757 году был раскрыт направленный против Накамаро заговор, в котором были замешаны Татибана-но Нарамаро (сын Мороэ и двоюродный брат Накамаро по матери), Оотомо-но Комаро, принцы Кибуми и Асукабэ. Последний конкурент Фудзивары, его старший брат Тоёнари был вынужден уйти с поста правого министра, так как его сын был другом Нарамаро.
В 758 году Кокэн отреклась, и престол занял император Дзюннин, находившийся под полным контролем Накамаро. Последний стал главным министром и получил уникальные полномочия: он мог чеканить собственную монету, использовать свою печать в качестве государственной, собирать налоги от своего имени. Накамаро начал реформы, целью которых было усилить конфуцианскую составляющую государственной идеологии и ограничить буддизм. Ответом на это стало появление в окружении бывшей императрицы Кокэн буддийского монаха Докё, который стал её фаворитом и убедил Кокэн вернуться к власти (761 год).
В стране возникло двоевластие. Накамаро решил начать открытую войну против императрицы, но был разбит, взят в плен и казнён  вместе с женой и сыном (764 год).